# Science Talks
Science Talks(サイエンス・トークス) とは、「日本の研究を元気にする！」をモットーに個人が集まって作ったグループである。研究費や第5期科学技術基本計画などの日本の研究者を取り巻く問題に焦点をあてたイベントを定期的に開催している。中心となっているのはScienceTalks委員会のメンバー。サイエンストークスの事務局とウェブサイト、イベントの運営はカクタス・コミュニケーションズ株式会社 (英文校正エディテージ) のスタッフが務める。2013年10月の第1回シンポジウムを皮切りに、クロストークやディスカッションを行うイベント「サイエンストークス・バー」を各地で定期開催している。

## これまでに開催したイベント
- 2013年10月19日「ニッポンの研究力を考えるシンポジウム2013～未来のために今、研究費をどう使うか？～」
- 2014年6月6日「サイエンストークス・バー　～第5期科学技術基本計画についてもっと知ろう、もっと語ろう」
- 2014年9月10日「緊急企画！サイエンストークス・バー with 岸輝雄氏（元・理化学研究所　改革委員会委員長）～日本の科学技術政策の課題～ 」
- 2014年10月25日　サイエンストークス・オープンフォーラム2014　日本の研究をもっと元気に、面白く　～みんなで作る、「第５期科学技術基本計画」への提言～
- 2014年11月9日　【サイエンスアゴラ2014】～ここがヘンだよニッポンの研究！日本で活躍する型破りな研究者が大集合～